# Lucio Gaudino
Lucio Gaudino (* 2. März 1953 in Neapel) ist ein italienischer Filmregisseur und Drehbuchautor.

## Leben
Gaudino studierte Architektur und widmete sich ab 1980 der darstellenden Kunst. In diesem Jahr schrieb und inszenierte er die Fernsehfilmreihe Ora zero e dintorni. Ebenfalls für das Fernsehen entstand die Sitcom È proibito ballare, die von den Avati-Brüdern produziert wurde und in Zusammenarbeit mit Renzo Arbore und Nino Bizzarri entstand. Auch an der Serie Un posto al sole, die von 1996 bis 2000 gesendet wurde, war Gaudino beteiligt. Für das Kino entstand als Debüt Adelaide im Jahr 1991, der bei einigen Festivals gezeigt wurde. Mehrere andere Werke folgten, unter denen Prime luci dell’alba 2000 für den Goldenen Bären nominiert wurde. Im neuen Jahrtausend konzentrierte sich Gaudino fast ausschließlich auf Fernsehserien wie La squadra und Distretto di polizia.
1987 erschien Gaudinos Roman L’enigma del digiunatore di Pinerolo.

## Filmografie (Auswahl)
- 1991: Adelaide
- 1999: Wo ist mein Sohn? (Dov’è mio figlio?) (Fernsehfilm)
- 2000: Prime luci dell’alba